# Les Bois
Les Bois ist eine politische Gemeinde im Distrikt Franches-Montagnes (dt.: Freiberge) des Kantons Jura in der Schweiz. Der frühere deutsche Name Rudisholz wird heute nicht mehr verwendet.

## Geographie

Luftbild von Werner Friedli (1958)

Les Bois liegt auf 1034 m ü. M., 11 km nordöstlich von La Chaux-de-Fonds (Luftlinie). Das Dorf erstreckt sich an einem leicht nach Süden geneigten Hang auf der Jurahochfläche der südwestlichen Freiberge (französisch Franches Montagnes).
Das mit 24,7 km² flächenmässig grösste Gemeindegebiet des Kantons Jura umfasst einen Abschnitt der leicht gewellten Hochfläche des Plateaujuras, auf der sich moorige, meist oberirdisch abflusslose Senken mit Kuppen aus Kalkstein abwechseln. Diese Hochfläche bildet ein ausgedehntes Weidegebiet, das durch grosse einzeln oder in Gruppen stehende Fichten aufgelockert und unterteilt wird. Der höchste Punkt von Les Bois liegt auf 1120 m ü. M. auf der Höhe nördlich von Le Peu-Claude. Die nordwestliche Begrenzung bildet das canyonartig in den Plateaujura eingeschnittene Tal des Doubs, dessen Talflanken dicht bewaldet und von Felsbändern durchzogen sind. Im Westen reicht das Gemeindegebiet bis zur Combe du Valanvron, einem weiteren Erosionstal, das bei Biaufond ins Doubstal mündet. Von der Gemeindefläche entfielen 1997 4 % auf Siedlungen, 38 % auf Wald und Gehölze, 57 % auf Landwirtschaft, und rund 1 % war unproduktives Land.
Zu Les Bois gehören die neun Weiler Le Boéchet (1033 m ü. M.), Le Peu-Claude (1105 m ü. M.), Les Prailats (950 m ü. M.), Sous-les-Rangs (1010 m ü. M.) und Cerneux-Godat (938 m ü. M.), Le Bois-Français, Les Rosées, La Large-Journée (alle auf der Hochfläche der Freiberge gelegen), der Weiler Biaufond (610 m ü. M.) im Doubstal an der Mündung der Combe du Valanvron, sowie zahlreiche Einzelhöfe. Nachbargemeinden von Les Bois sind Le Noirmont im Kanton Jura, Saint-Imier, Sonvilier und La Ferrière im Kanton Bern, La Chaux-de-Fonds im Kanton Neuenburg sowie Fournet-Blancheroche und Charquemont im angrenzenden Frankreich. Ein Dreikantonseck findet sich am Ufer des Lac de Biaufond.

## Bevölkerung
| Bevölkerungsentwicklung | Bevölkerungsentwicklung |
| Jahr                    | Einwohner               |
| ----------------------- | ----------------------- |
| 1850                    | 1339                    |
| 1870                    | 1697                    |
| 1900                    | 1456                    |
| 1910                    | 1323                    |
| 1930                    | 1153                    |
| 1950                    | 1064                    |
| 1960                    | 1098                    |
| 1970                    | 1110                    |
| 1980                    | 917                     |
| 1990                    | 974                     |
| 2000                    | 1029                    |
| 2022                    | 1258                    |

Mit 1252 Einwohnern (Stand 31. Dezember 2023) gehört Les Bois zu den grösseren Gemeinden des Kantons Jura. Von den Bewohnern sind 93,1 % französischsprachig, 4,5 % deutschsprachig und 0,6 % italienischsprachig (Stand 2000). Seit der zweiten Hälfte des 19. Jahrhunderts hat die Bevölkerungszahl von Les Bois bis etwa 1950 stark abgenommen.

## Wirtschaft
Les Bois ist ein vorwiegend landwirtschaftlich geprägtes Dorf mit viel Weideland, bedeutender Milchwirtschaft und Viehzucht. Anfang des 19. Jahrhunderts entwickelten sich in Les Bois die Textilverarbeitung und die Uhrenherstellung, zuerst in Heimarbeit, später in den Fabriken. Heute bieten die Uhrmacherei und das Kleingewerbe Arbeitsplätze im sekundären Sektor an. Der einzige Golfplatz der Region befindet sich hier. Viele Erwerbstätige sind Wegpendler und arbeiten in der Stadt La Chaux-de-Fonds.

## Verkehr
Die Gemeinde liegt an der Hauptstrasse von Delémont nach La Chaux-de-Fonds. Am 7. Dezember 1892 wurde die Eisenbahnlinie der Saignelégier–La Chaux-de-Fonds-Bahn, einer Vorgängerin der Chemins de fer du Jura, mit Bahnhöfen in Les Bois und in Le Boéchet eröffnet.

## Geschichte
Die Siedlung Les Bois wird 1484 erstmals als Des Boix erwähnt. Einer der ersten Siedler Ende des 15. Jahrhunderts war Jean Ruedin, nach dem der Ort vom 16. bis zum 18. Jahrhundert Les Bois Jean Ruedin benannt wurde. Auch der ehemalige deutsche Name Rudisholz geht auf diesen Siedler zurück. Les Bois gehörte zur Herrschaft Freiberge, die dem Fürstbistum Basel unterstand.

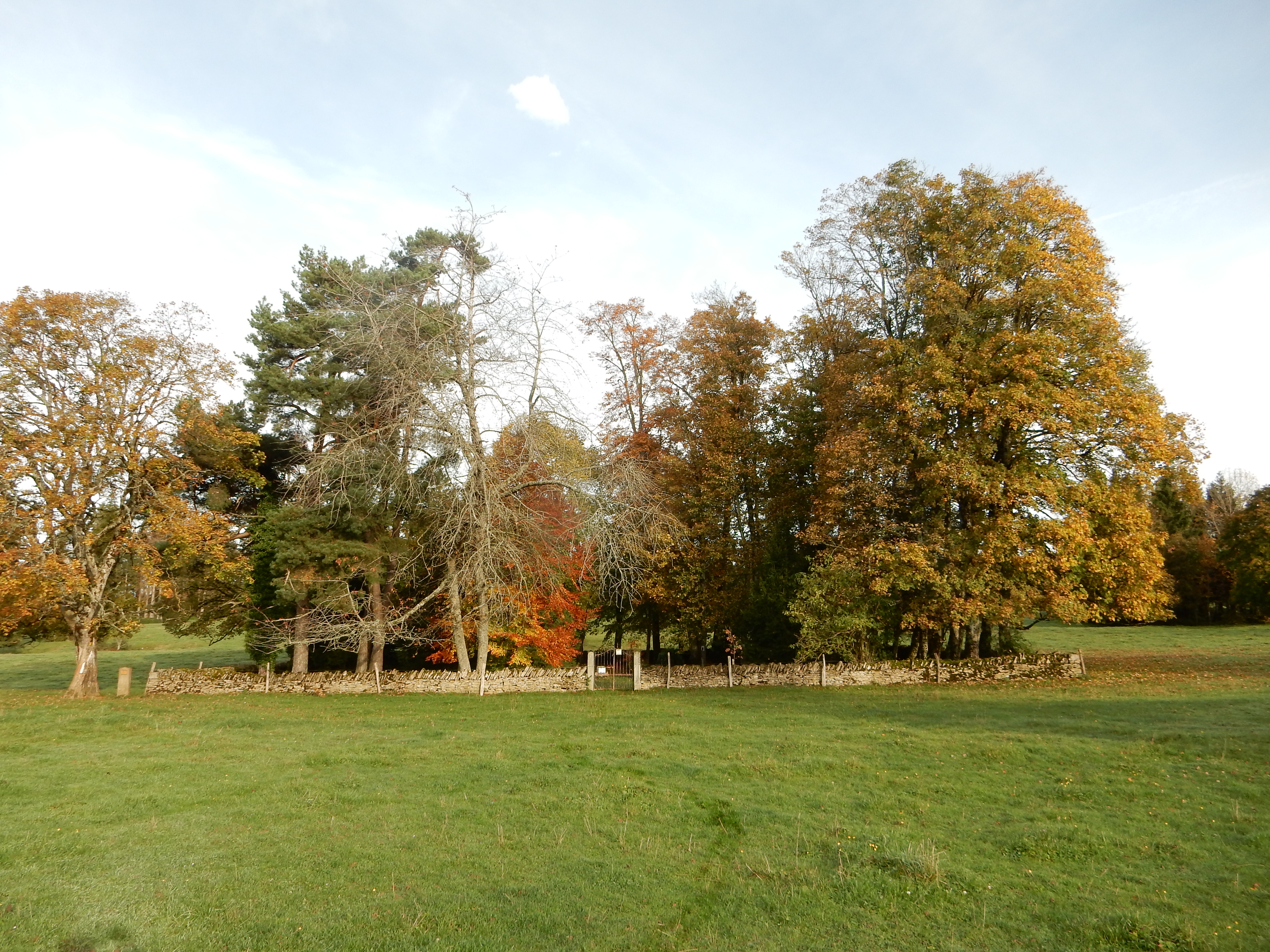
Der Pestfriedhof bei Le Boéchet (2024)

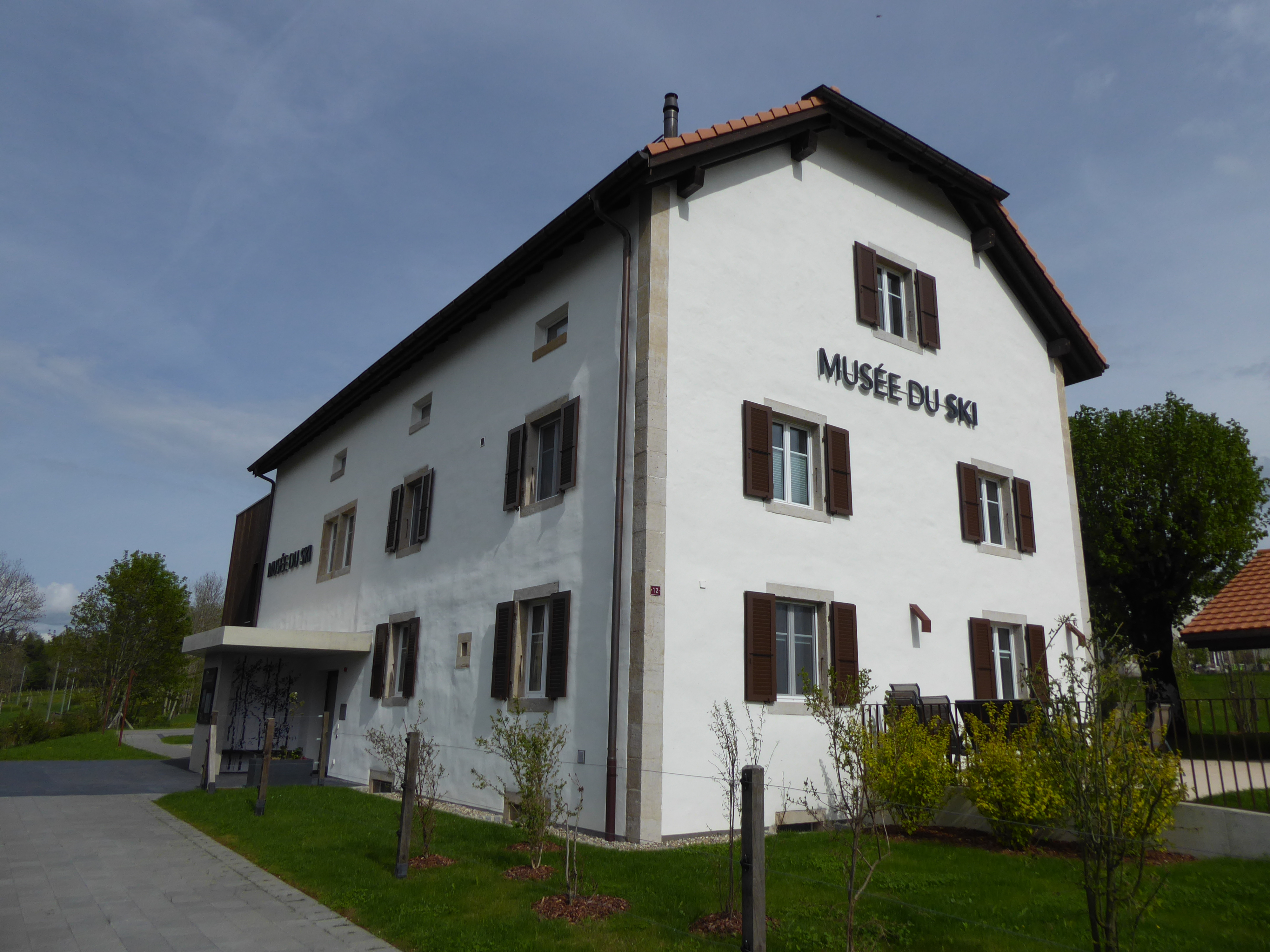
Das Musée du Ski in Le Boéchet

Im 16. und 17. Jahrhundert wurde das Dorf mehrmals von der Pest heimgesucht. Für die Jahre 1627 bis 1650 hinterliess der Tagebuchschreiber Guillaume Triponez darüber Aufzeichnungen. Triponez berichtete, dass in manchen Häusern 18 Tote lagen, die kaum jemand zu beerdigen wagte, in anderen Häusern habe es keine Überlebenden gegeben. Der Pestfriedhof Cimetière des pestiférés wurde in Le Boéchet angelegt. Das auf dem Friedhof aufgestellte Kreuz für den 1636 im Alter von 31 Jahren an der Pest gestorbenen Thibaud Ory, den aus Develier gebürtigen ersten Priester des Dorfes, wurde 1889 vom Verein La Section-Dessous Les Bois aufgestellt. Grabsteine aus den Pestjahren sind nicht erhalten.
Während des Dreissigjährigen Krieges wurde der Ort besetzt. Von 1793 bis 1815 gehörte Les Bois zum Frankreich der Ersten Republik bzw. zum Ersten Kaiserreich und war anfangs Teil des Département du Mont-Terrible, ab 1800 mit dem Département Haut-Rhin verbunden. Mit dem Wiener Kongress kam der Ort 1815 an den Kanton Bern.
Im Generalstreik 1918 war Les Bois der einzige Ort in den Franches-Montagnes, wo die Uhrenarbeiter streikten. Am 1. Januar 1979 wurde Les Bois eine Gemeinde des neu gegründeten Kanton Jura. Die Bestrebungen der Bewohner von Cerneux-Godat, eine unabhängige Gemeinde zu bilden, scheiterten 1815 und 1871.

## Sehenswürdigkeiten
Das Musée du Ski zeigt Vergangenheit und Gegenwart des Langlaufens. Die Pfarrkirche Sainte-Foy, deren erster Bau von 1627 stammt, wurde 1832–34 im Stil des Neoklassizismus umfassend renoviert und umgebaut. Bis 1596 gehörte Les Bois zur Pfarrei Montfaucon, danach zu Le Noirmont; seit 1619 bildet der Ort eine eigene Pfarrei. Zum Ortsbild gehören einige typische Häuser des 18. und 19. Jahrhunderts. In den Weilern befinden sich charakteristische Bauernhöfe aus derselben Zeit.

## Bilder

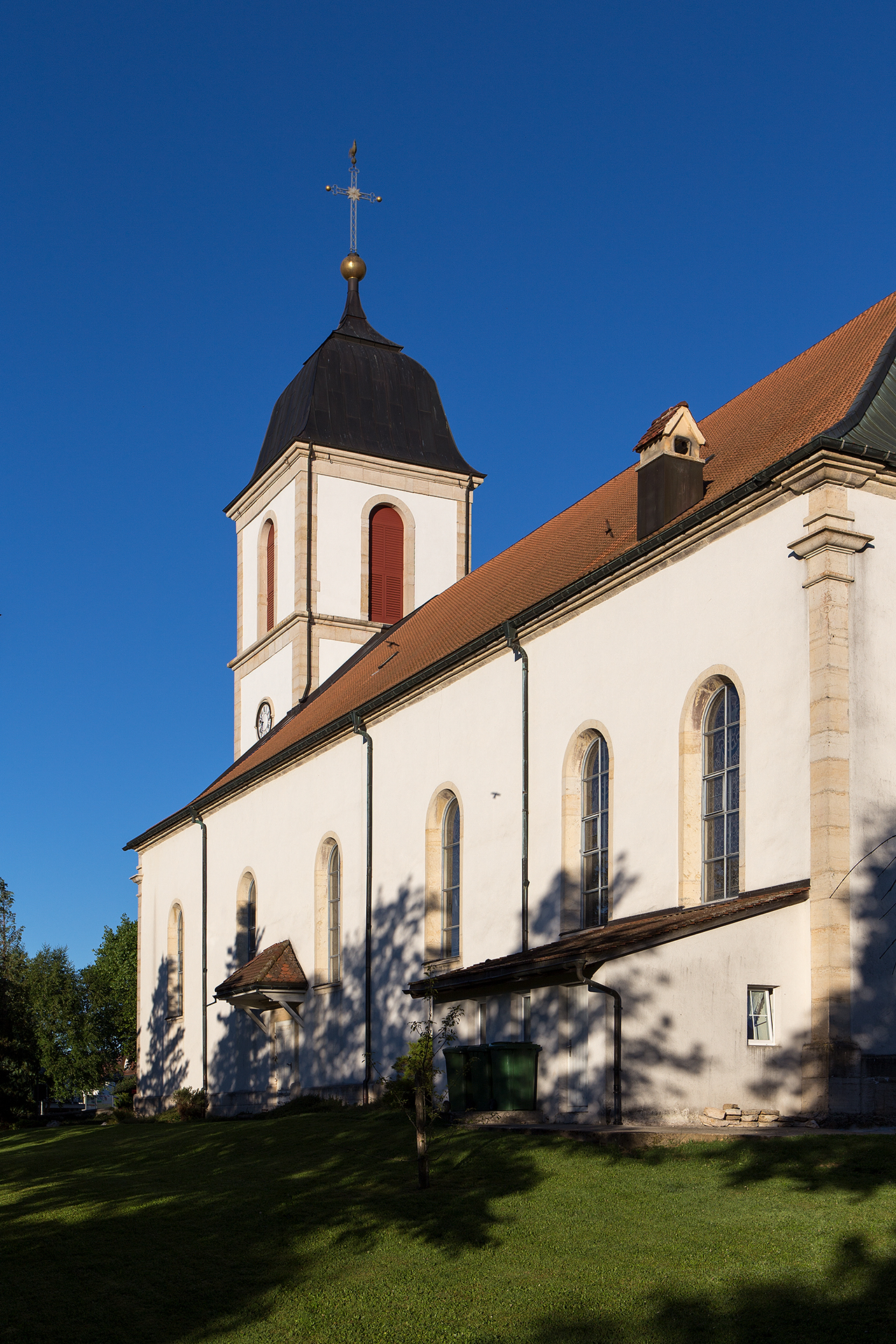
Kirche Sainte-Foy
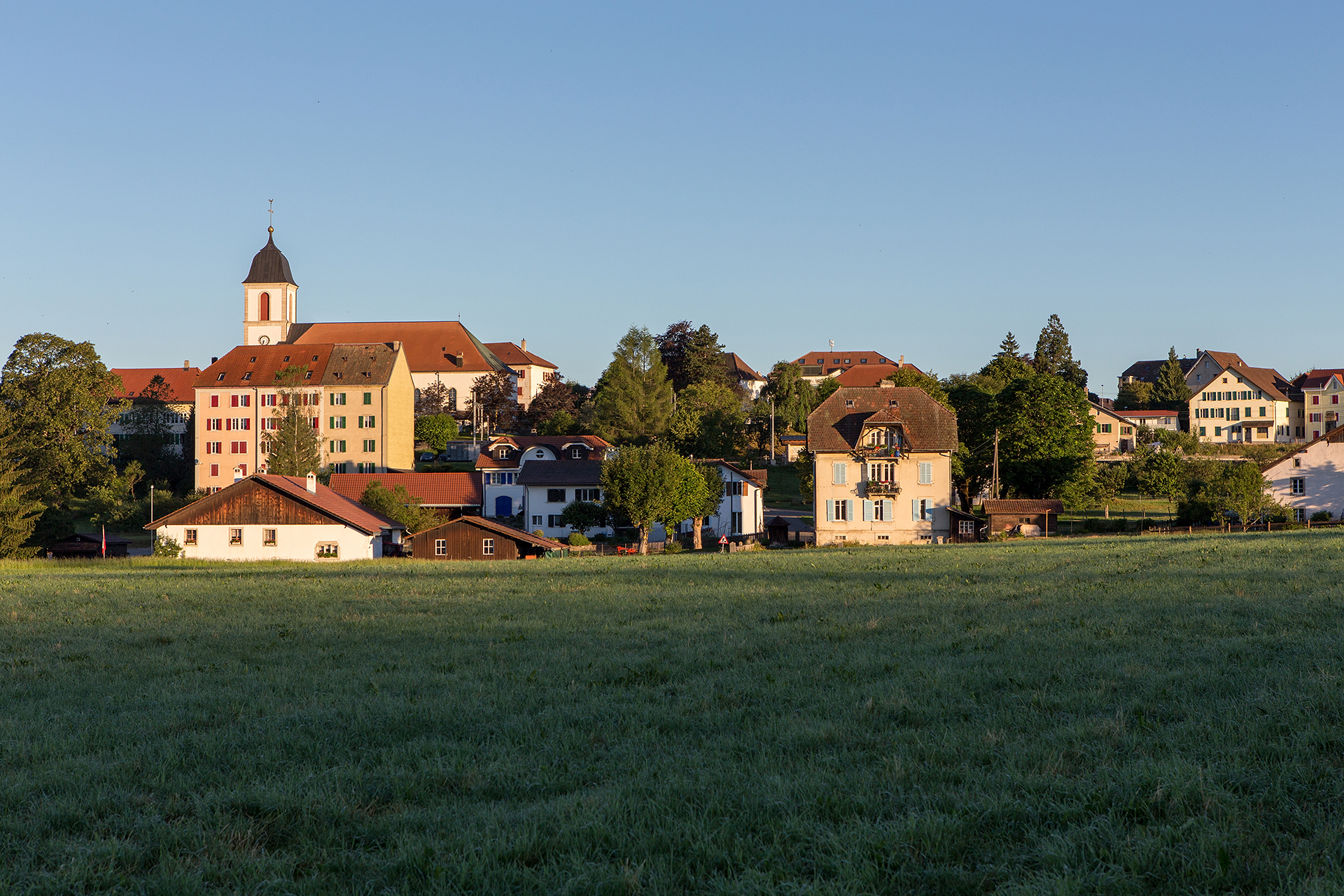
Les Bois
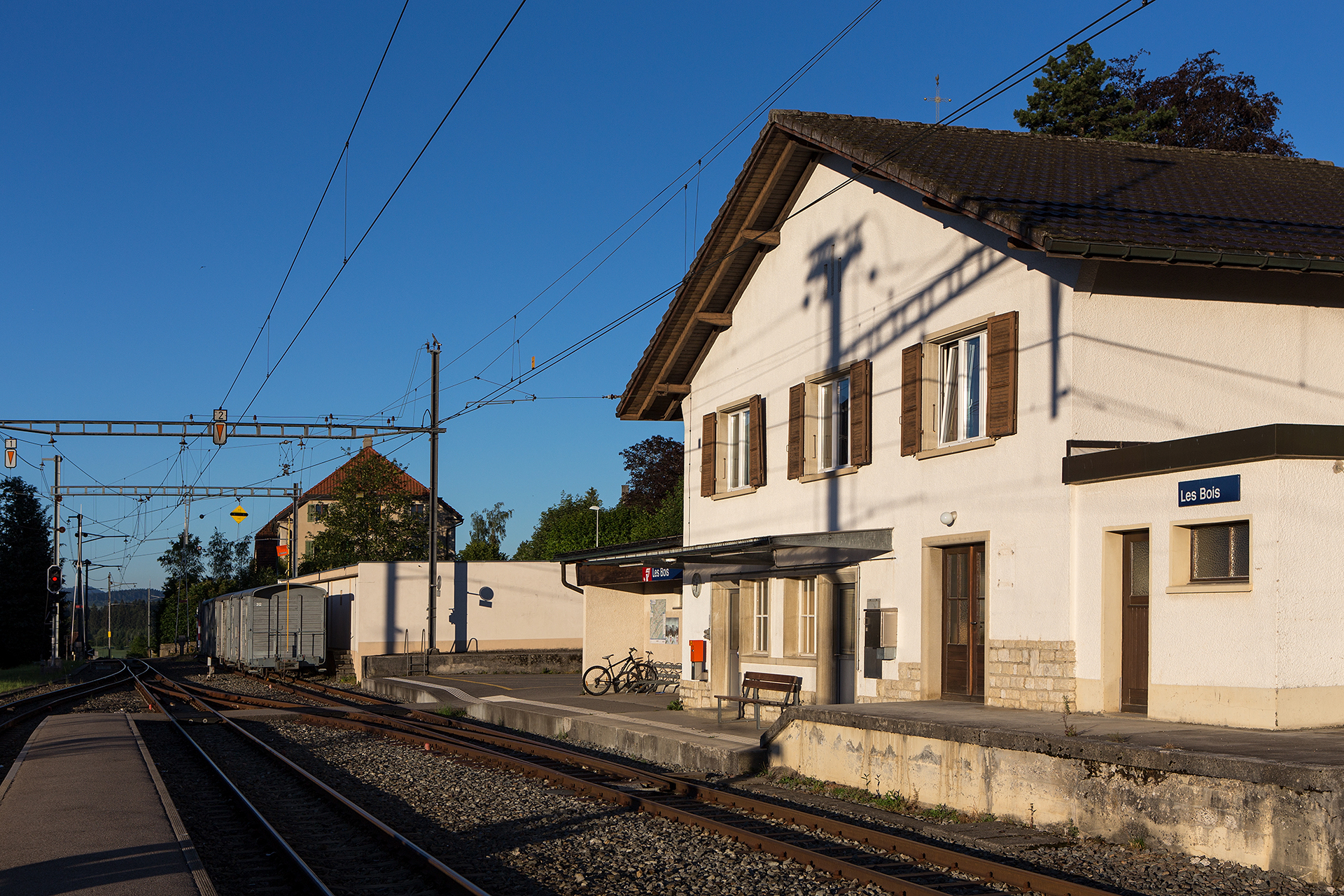
Bahnhof
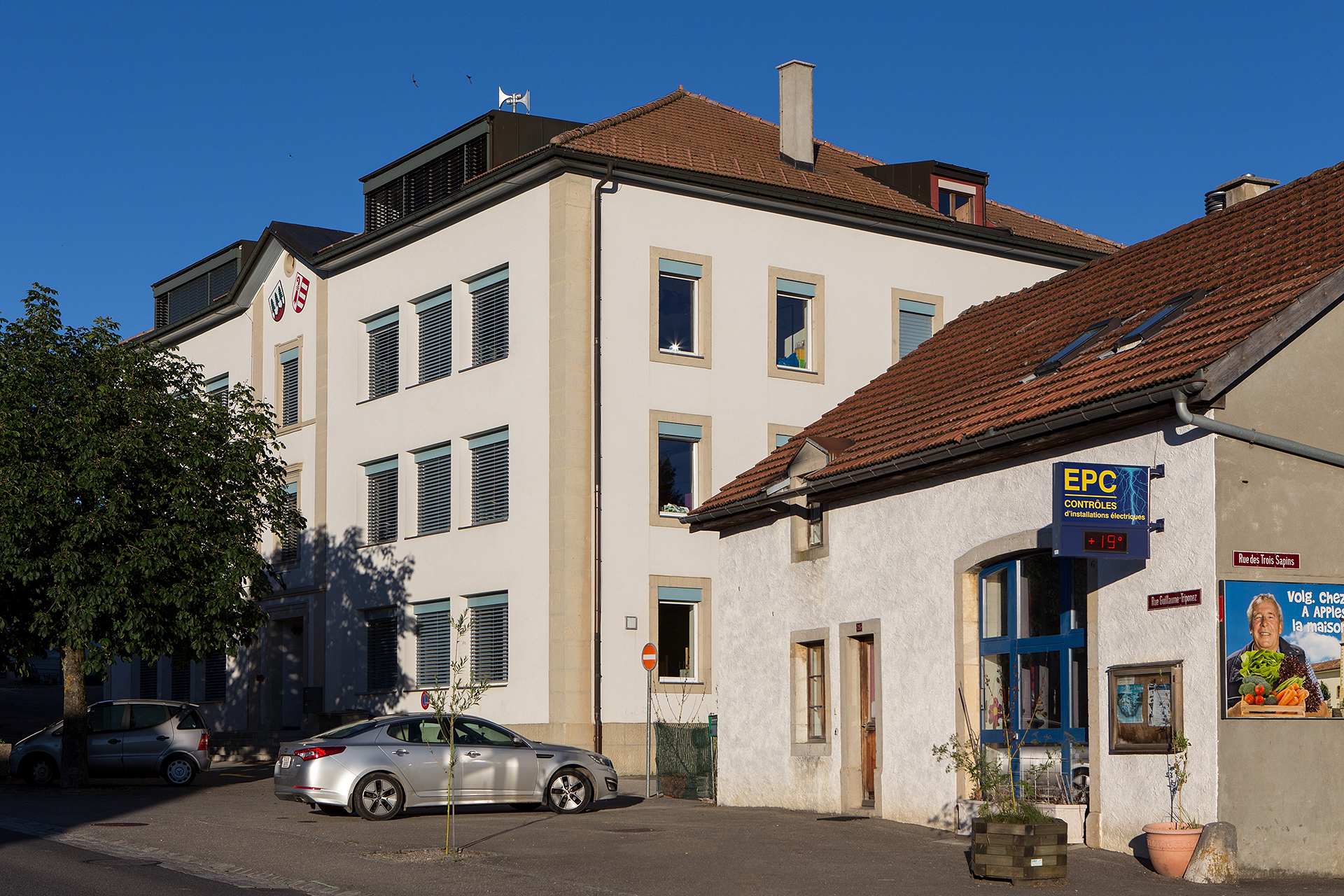
Schulhaus
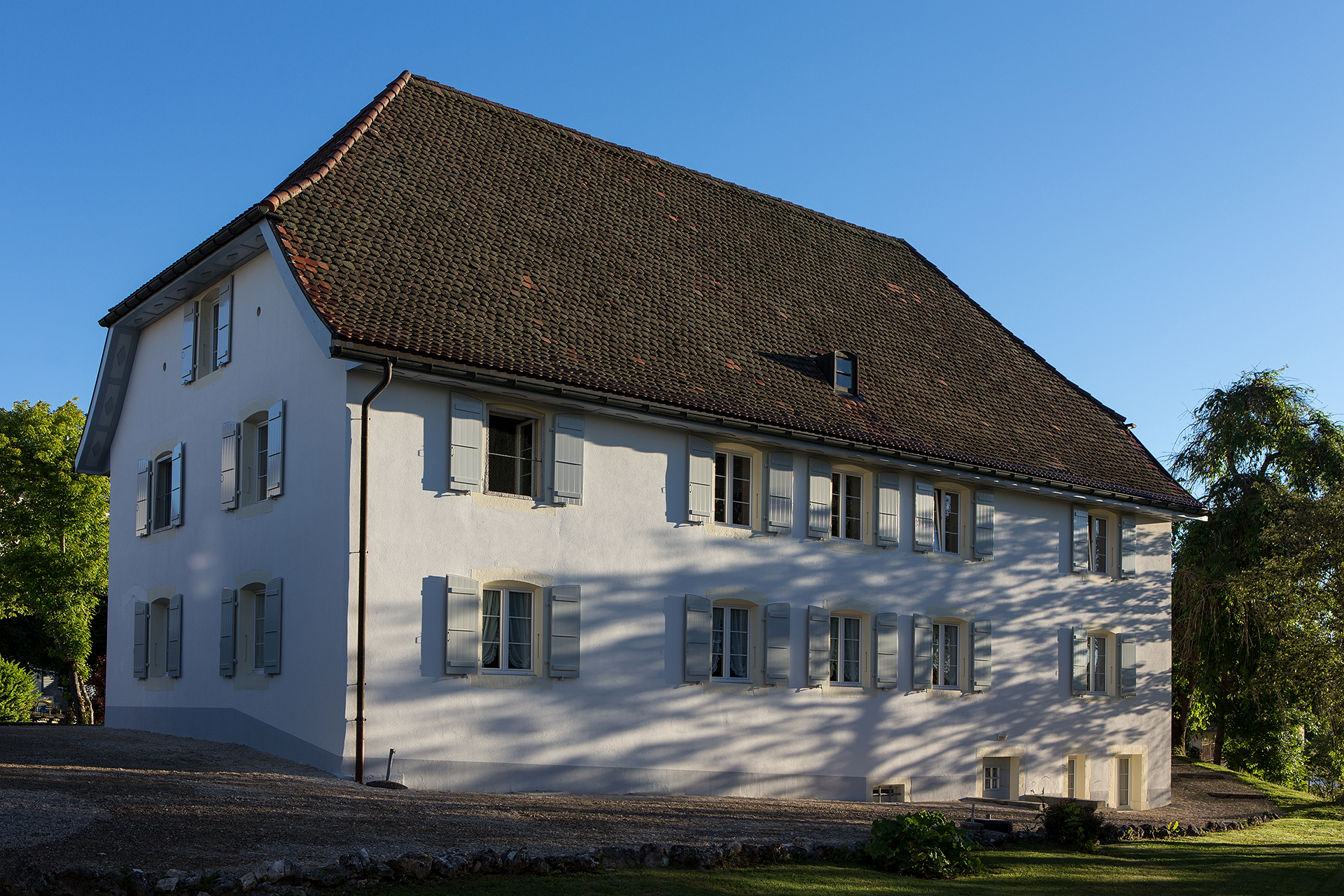
Pfarrhaus
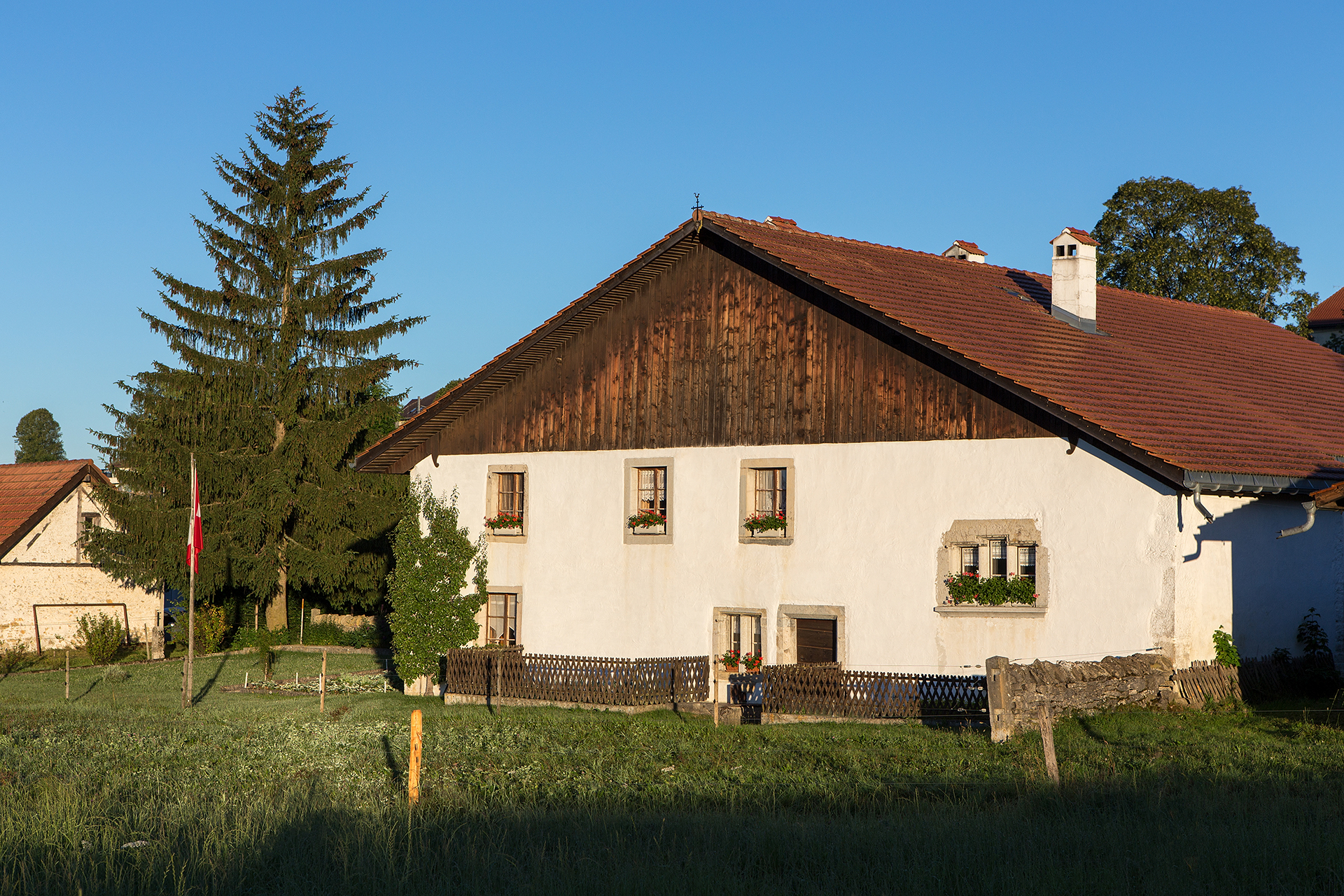
Freiberger Bauernhaus
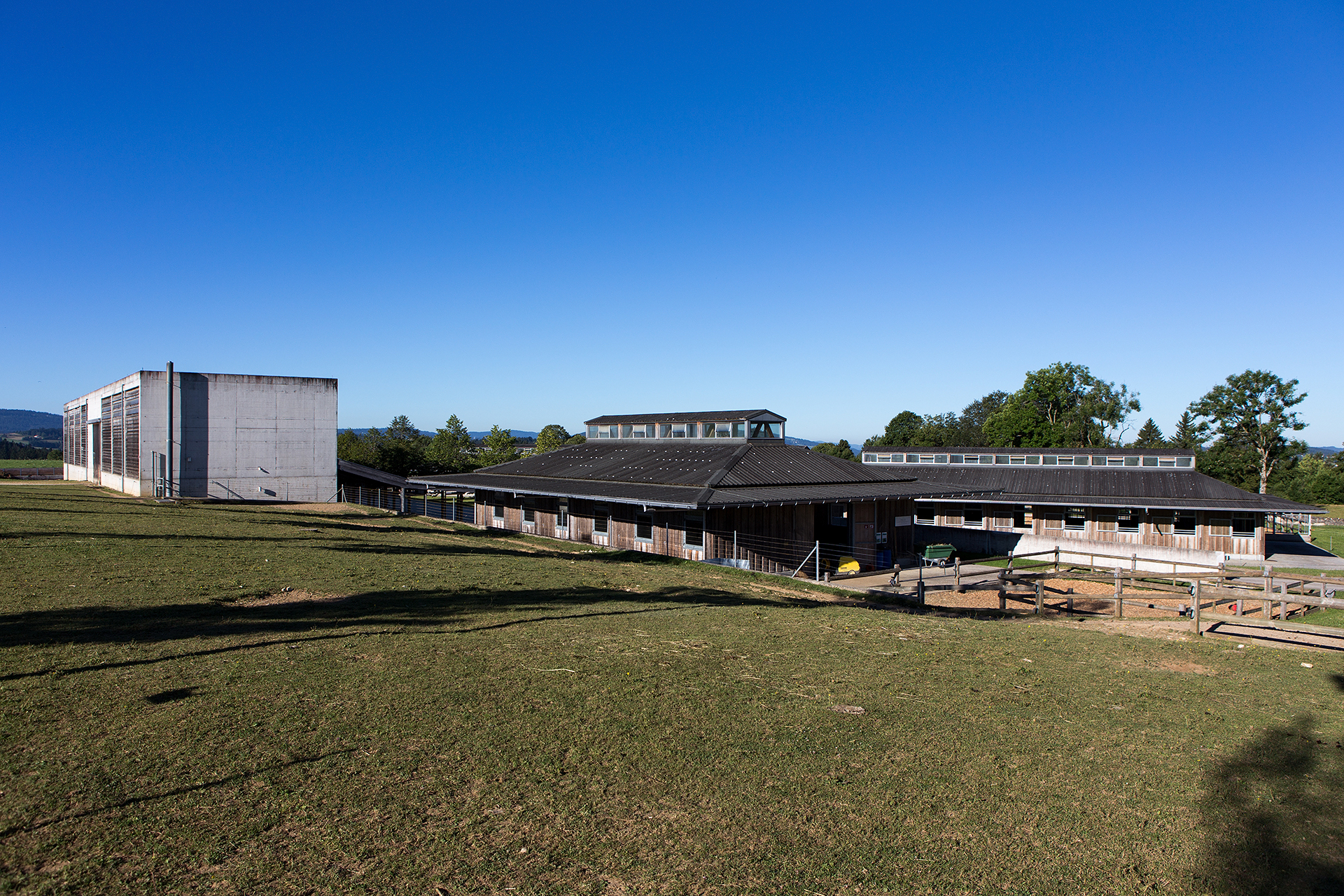
Stiftung für das Pferd, Maison Rouge
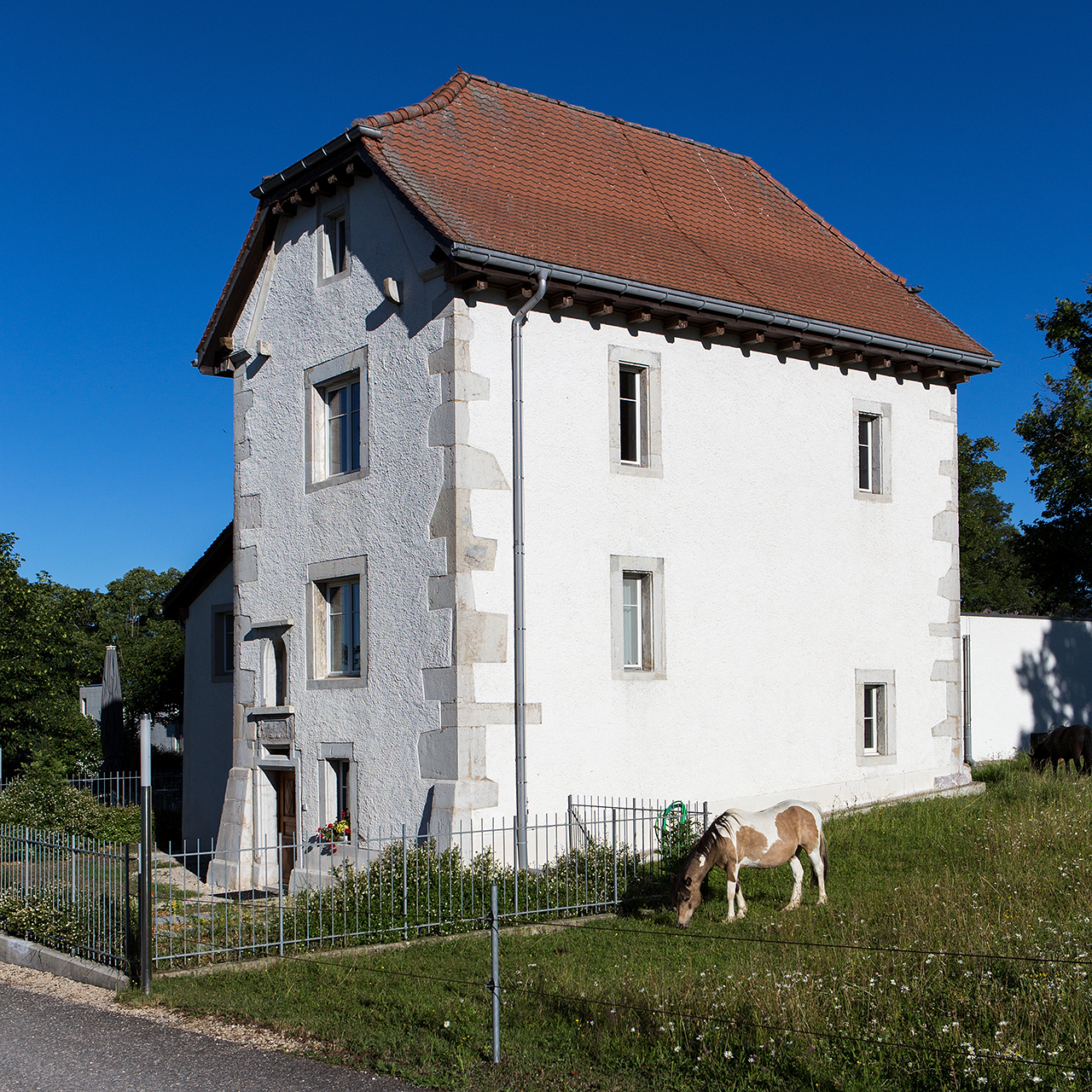
Klösterli, Maison Rouge
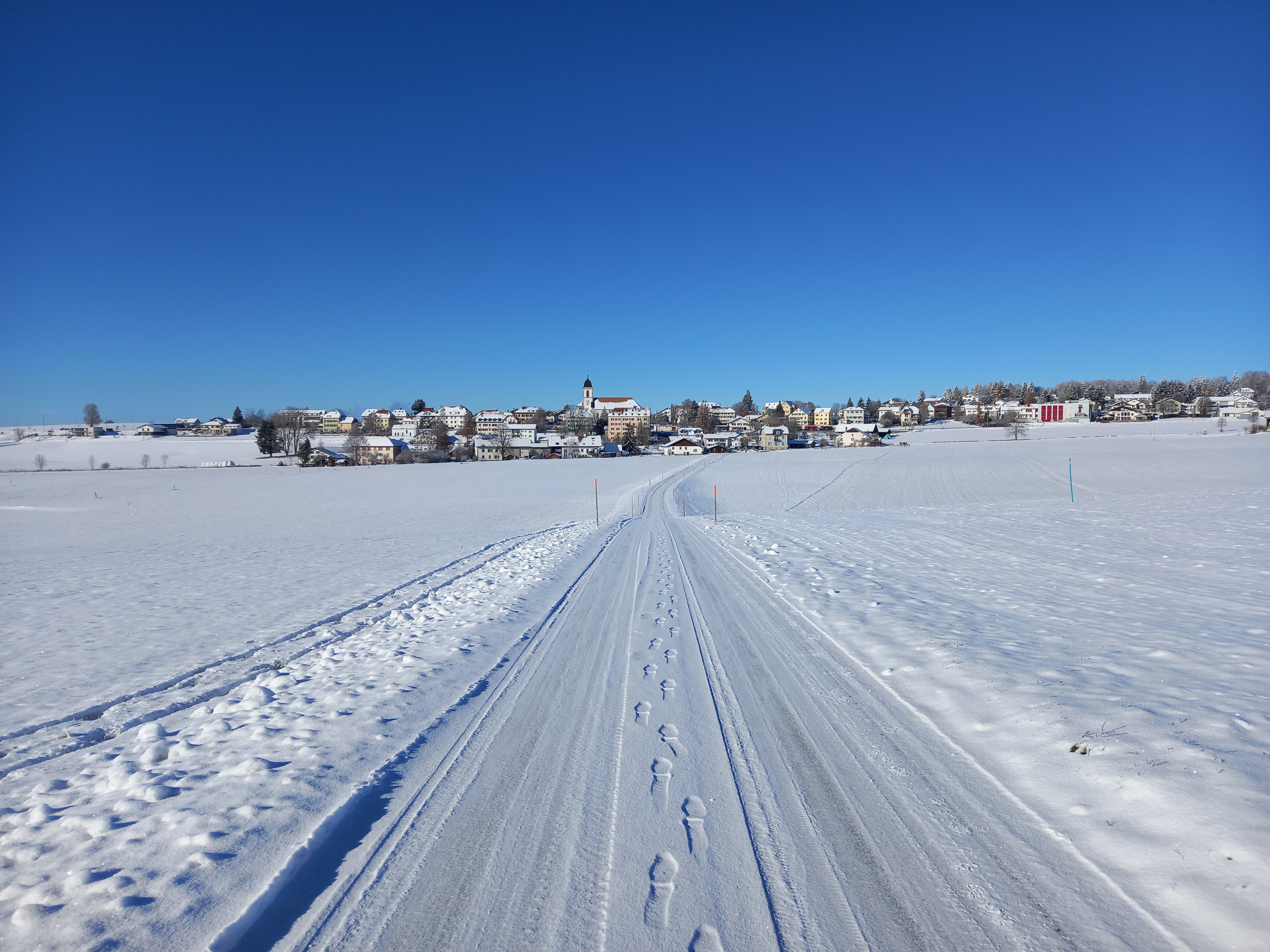
Les Bois im Winter (Dezember 2022)